# Красник (гміна)
Гміна Красник (пол. Gmina Kraśnik) — сільська гміна у східній Польщі. Належить до Красницького повіту Люблінського воєводства.
Станом на 31 грудня 2011 у гміні проживало 7363 особи.

## Площа
Згідно з даними за 2007 рік площа гміни становила 105.36 км², у тому числі:
- орні землі: 64.00%
- ліси: 31.00%

Таким чином, площа гміни становить 10.48% площі повіту.

## Населення
Станом на 31 грудня 2011:
| Опис     | Загалом | Загалом | Чоловіки | Чоловіки | Жінки | Жінки |
| -------- | ------- | ------- | -------- | -------- | ----- | ----- |
| одиниця  | осіб    | %       | осіб     | %        | осіб  | %     |
| все      | 7363    | 100     | 3576     | 48.57    | 3787  | 51.43 |
| міське   | 0       | 100     | 0        |          | 0     |       |
| сільське | 7363    | 100     | 3576     | 48.57    | 3787  | 51.43 |

## Сусідні гміни
Гміна Красник межує з такими гмінами: Дзешковіце, Шастарка, Тшидник-Дужи, Ужендув, Вільколаз, Закшувек.